# Dicionário da Língua Portuguesa Contemporânea
O Dicionário da Língua Portuguesa Contemporânea é um dicionário de língua portuguesa publicado em 2001 pela Academia das Ciências de Lisboa.

## A elaboração
O Dicionário da Língua Portuguesa Contemporânea ficou concluído em 2001, ao fim de 13 anos de trabalho da Academia das Ciências de Lisboa, com o apoio da Fundação Gulbenkian e do Ministério da Educação português, sob a direcção de João Malaca Casteleiro, professor catedrático da Faculdade de Letras da Universidade de Lisboa, membro da Academia das Ciências e presidente do seu Instituto de Lexicologia e Lexicografia até 2006.

## As tentativas anteriores
Este dicionário teve a virtude de pôr termo a uma impotência lexicográfica da Academia que se revelava na sua incapacidade crónica em lograr publicar um dicionário completo da língua portuguesa, de A a Z.
A primeira tentativa ocorreu ainda no século XVIII, sendo editado um colossal volume mas que abordava apenas a letra A, terminando na palavra «azurrar», o que deu origem, pelos séculos seguintes, aos mais mordazes comentários.
A segunda tentativa, já em 1976, a cargo do Prof. Jacinto do Prado Coelho, também se limitou à letra A, agora terminando na palavra «azuverte».

## Natureza da obra
Trata-se de um dicionário do português contemporâneo, ou seja, as entradas seleccionadas correspondem aos vocábulos activos na língua portuguesa e reflectem a sua utilização no quotidiano. Para além da definição e explicação das palavras, inclui a sua etimologia, a transcrição fonética, apresenta exemplos da palavra em vários contextos que espelham as suas múltiplas utilizações (textos literários, científicos, etc.), para além da indicar os sinónimos puros ou aproximados.
Privilegiando o português europeu e seguindo a normas ortográficas em vigor em Portugal, é uma obra que, no entanto, extravasa as fronteiras nacionais do país, procurando reflectir o português contemporâneo falado em quatro continentes, pelo que inclui brasileirismos, africanismos e asiaticismos. Assume os estrangeirismos de uso corrente (copyright, franchising, know-how, leasing, marketing, takeaway, etc.) e procura normalizar outros (ateliê, brífingue, croissã, lóbi, plafom, stresse, etc.). Este último aspecto causou bastante celeuma pelas soluções propostas (croissã em vez de croassã, toilete em vez de toalete, stresse em vez de estresse, etc.).
O dicionário foi editado em 2001 pela Editorial Verbo, em 2 volumes de perto de 4 mil páginas, contendo cerca de 70 mil entradas lexicais, 170 mil acepções, mais de 100 mil sinónimos e antónimos e mais de 33 mil abonações de autores de língua portuguesa oriundos de Angola, Brasil, Cabo Verde, Guiné-Bissau, Macau, Moçambique, Portugal, São Tomé e Príncipe e Timor-Leste e recolhidas na imprensa escrita.

## Controvérsias
A publicação do dicionário gerou grande controvérsia na opinião pública, tendo diversas personalidades do panorama cultural português apontado lacunas e deficiências. Apesar disso, o Dicionário não chegou a ter uma segunda edição revista, por força do litígio entre Malaca Casteleiro e a Academia, o qual resultou em contendas judiciais e trocas públicas de acusações entre aquele e José Pina Martins, então presidente da Academia das Ciências de Lisboa. Em 2006, Fernando Guedes, responsável da Editorial Verbo, editora que publicou o dicionário, declarou: «Apesar de ser uma obra carismática e de referência, o Dicionário tem falhas, tem lacunas e precisa de ser urgentemente revisto e aumentado, de preferência já em 2007». Malaca Casteleiro, alegando falta de verbas, declarou que não tinha condições para rever o Dicionário e associou-se à Texto Editores. Malaca Casteleiro foi afastado da presidência do Instituto de Lexicologia e Lexicografia da Academia em 2006, na sequência do seu envolvimento na elaboração de dicionários “escolares” conformes ao Acordo Ortográfico de 1990, publicados pela Texto Editores em 2008 — o Novo Grande Dicionário da Língua Portuguesa e o Novo Dicionário da Língua Portuguesa —, tendo sido substituído por Artur Anselmo.